# Serrenti
Serrenti là một đô thị ở tỉnh Sud Sardegna trong vùng Sardegna của Ý, cách khoảng 35 km về phía tây bắc của Cagliari và khoảng 9 km về phía đông nam của Sanluri. Tại thời điểm ngày 31 tháng 12 năm 2004, đô thị này có dân số 5.125 người và diện tích là 42,8 km².
Serrenti giáp các đô thị: Furtei, Guasila, Nuraminis, Samassi, Samatzai, Sanluri, Serramanna.